# Wiktor Michailowitsch Baluda
Wiktor Michailowitsch Baluda (russisch Ви́ктор Миха́йлович Ба́луда; * 30. September 1992 in Moskau) ist ein russischer Tennisspieler.

## Karriere
Mit Michail Birjukow gewann Wiktor Baluda bei den Olympischen Jugend-Sommerspielen 2010 in Singapur die Silbermedaille im Doppel. Dies blieb der größte Erfolg während seiner Juniorenkarriere.
Er spielt hauptsächlich auf der ATP Challenger Tour und der ITF Future Tour. So feierte er bislang je fünf Einzel- und Doppeltitel auf der Future Tour sowie drei Doppeltitel auf der Challenger Tour.
Wiktor Baluda spielte 2013 erstmals für die russische Davis-Cup-Mannschaft. Für diese trat er in einer Begegnung an, wobei er im Doppel eine Bilanz von 0:1 aufzuweisen hat.

## Erfolge
| Legende (Anzahl der Siege)  |
| Grand Slam                  |
| ATP World Tour Finals       |
| ATP World Tour Masters 1000 |
| ATP World Tour 500          |
| ATP World Tour 250          |
| ATP Challenger Tour (3)     |

### Doppel

#### Turniersiege
| Nr. | Datum           | Turnier | Belag     | Partner               | Finalgegner                  | Ergebnis          |
| --- | --------------- | ------- | --------- | --------------------- | ---------------------------- | ----------------- |
| 1.  | 5. Mai 2013     | Anning  | Sand      | Dino Marcan           | Sam Groth John-Patrick Smith | 6:75, 6:4, [10:7] |
| 2.  | 17. August 2013 | Kasan   | Hartplatz | Konstantin Krawtschuk | Ivo Klec Jürgen Zopp         | 6:3, 6:4          |
| 3.  | 1. August 2014  | Segovia | Hartplatz | Alexander Kudrjawzew  | Brydan Klein Nikola Mektić   | 6:2, 4:6, [10:3]  |